# 疑問詞
疑問詞（ぎもんし）とは、疑問文において焦点となる定性の人や物を示す語である。

## 日本語
日本語の疑問詞は代名詞（どれ、どちら、どなた、どこ、だれ、いつ、いくつ：一部副詞的にも用いられる）、連体詞（どの）、副詞（どう、なぜ）に分けられる。連体詞は英語の疑問限定詞、副詞は疑問副詞に相当するが、代名詞は疑問代名詞のみならず疑問副詞に相当する場合がある。（"何処⇔where", "いつ⇔when" など）

## 英語
英語などでは、疑問代名詞、疑問限定詞、疑問副詞の 3 つに分類される。疑問詞は疑問文を作るのに用いられる。また疑問詞が名詞節を導く場合もあり、こうした文は間接疑問文と呼ばれる。間接疑問文は「? (クエスチョンマーク)」ではなく「. (ピリオド)」で終わる。to不定詞の前に疑問詞を付けて用いることもある。疑問詞付き to不定詞は名詞的用法のみを持つ。
英語も含め、疑問詞が必ず文頭に来る規則（wh-移動）を持つ言語が多くみられる。
同じ語が疑問詞でなく関係詞または接続詞として用いられることもある。

### 疑問代名詞
代名詞として用いられる。what, which, who の 3 つがある。

### 疑問限定詞
限定詞として用いられ、名詞を修飾する。日本語の連体詞に相当し、what, which, whose の 3 つがある。

### 疑問副詞
副詞として用いられ、動詞などを修飾する。when, where, why, how の 4 つがある。how は how many, how much, how long, how old のように形容詞や副詞を伴って用いられることもある。

## エスペラント
エスペラントの関係・疑問の相関詞は疑問詞としても用いられる。

### 疑問代名詞
ものをたずねるとき、たずねるものが主格であるときは kio を、たずねるものが目的格であるときは kion を使う。また人をたずねるとき、たずねる人が主格であるときは kiu, kiuj を、たずねる人が目的格であるときは kiun, kiujn を使う。-n は対格・目的格の語尾で、-j は複数語尾である。
- Kio estas tio? （それは何ですか？）
- Kion vi havas? （君は何を持っているの？）
- Kiuj venkis vin? （誰が君たちに勝ったんだ？）
- Kiun vi atendas? （君は誰を待っているんだ？）

### 疑問限定詞
指示「どの～」とたずねるときは kiu, kiuj, kiun, kiujn を使う。状態や様子「どんな〜」と尋ねるときは kia, kiaj, kian, kiajn を使う。kia は補語にもなる。所有「だれの～」をたずねるときは kies を使う。時々「何番目の」という意味で kiom の派生語である kioma が使われる。
- Kiu knabo estas via frato? （どの少年が君の兄弟ですか？）
- Kian rakonton vi legas? （君はどんな物語を読んでいるのですか？）
- Kiaj estas ili? （彼らはどうですか？）
- Kies libro estas tio? （それは誰の本ですか？）

### 疑問副詞
場所をたずねるときはkie、方向をたずねるときはkien、時をたずねるときはkiam、方法をたずねるときはkiel、理由をたずねるときはkial、量をたずねるときはkiomを使う。
- Kie estas vi? （君はどこにいるの？）
- Kien vi iris? （君はどこに行くの？）
- Kiam estas nun? （今何時？）
- Kiel vi venis? （君はどうやって来たの？）
- Kial vi venis? （君はなぜ来たの？）
- Kiom tio kostas? （それはいくらですか？）
- Kiom da homoj estas? （どのくらいの人がいますか？）